# Charles Tailliart
Charles Émile Tailliart, né le 18 septembre 1869 à Reims et mort le 23 avril 1958 à Nice, est un philologue, agrégé de grammaire, recteur des académies d'Alger puis de Montpellier de 1932 à 1937. 
Il est l'auteur de romans, sous le pseudonyme de Paul Fraycourt.

## Biographie
Charles Tailliart est né le 18 septembre 1869 à Reims (Marne) et est mort le 23 avril 1958 à Nice (Alpes-Maritimes).
Fils de Jean-Baptiste Auguste Tailliart, et de Marguerite Estelle Darnoux (décédée le 5 juin 1918 à Niort). 
Il est le frère de Victor Tailliart, prêtre à New York ; de Léon Tailliart, négociant à Paris ; de Henri Tailliart, professeur à l'université de Columbus (Ohio, États-Unis) ; de Louis Édouard Tailliart, qui fut chef-adjoint du secrétariat du Conseil municipal de Paris en 1928 puis chef de bureau à la préfecture de la Seine, avant d'être impliqué dans l'affaire Stavisky,. 
Charles Tailliart est l'oncle, par Henriette, d'Édouard Eliet, enseignant et auteur en Afrique.
Il est marié à Jeanne Cernon (décédée le 19 septembre 1936 et inhumée à Médéa) le 11 juillet 1905 à Alger. Ils auront une fille, Simone.

## Vie publique
Élève à la Sorbonne et à l'École des hautes études (section de philosophie), Charles Tailliart obtient la licence ès lettres en 1891, l'agrégation de grammaire en 1896 et devient docteur ès Lettres en Sorbonne en 1925.

De 1897 à 1908, il est professeur agrégé de seconde au lycée d'Alger. Il se prononce, en 1899, en faveur du baccalauréat moderne :
« Les élèves de l'enseignement moderne ne sont pas inférieurs aux élèves de l'enseignement classique, et il y a une véritable injustice à empêcher les sujets d'élite de cet enseignement de poursuivre les carrières libérales.
En quoi un élève de l'enseignement moderne est-il moins apte à faire un habile chirurgien ou un médecin de sûr diagnostic qu'un élève de l'enseignement classique ? Pourquoi ne pourrait-il pas donner d'aussi bonnes consultations et plaider avec autant de talent ? N'a-t-on pas vu dans certains lycées où en philosophie sont réunis les deux enseignements, un de ceux de l'enseignement moderne être classé le premier et emporter le prix d'honneur ?

Ces différences de traitement me semblent reposer sur des considérations spécieuses qui n'ont d'autre fondement qu'un attachement par trop étroit et conservateur aux études traditionnelles du latin et du grec. Mais n'est-on pas arrivé à une époque où, après quatre siècles brillants et tels qu'aucun peuple n'en puisse présenter d'aussi admirables, les Français pourraient se contenter du français ? »
Il devient inspecteur d'académie à Foix de 1908 à 1910. 

De 1910 à 1912, il est inspecteur d'académie dans le Tarn (Albi).  Jean-François Condette, dans son ouvrage, dit de lui : 
« M. Tailliart est un inspecteur très vigilant. Il ne se borne pas à faire dans les établissements scolaires une visite rapide. Il contrôle le travail des élèves en étude et la gestion des économes, tout comme il examine les méthodes d'enseignement et d'éducation. Il porte sur ses collaborateurs des jugements mûrement réfléchis et sérieusement motivés. Il apporte du reste, dans l'examen de toutes les affaires la même réflexion et le même sérieux. Depuis un an, les affaires délicates n'ont pas manqué dans le Tarn. M. Tailliart a mené avec le plus grand soin les enquêtes nécessaires et il proposé sans faiblesse les mesures qui devenaient indispensables. Mais il a défendu avec la même fermeté les fonctionnaires injustement attaqués. » 
Il revient dans l'académie d'Alger le 1er octobre 1912 : il est inspecteur d'académie puis vice recteur (de 1921 à 1926,) et recteur en 1926. 
Il est le parrain à l'admission du poète et sculpteur Pouveau-Baldy à la Société des gens de lettres en décembre 1921.
Le 17 avril 1926, il présente une conférence sur Alger et son département dans la littérature française au théâtre de l'Alhambra à Alger.
En 1927, il travaille à augmenter le nombre d'écoles pour les indigènes dans la région d'Alger sur une demande des délégués locaux.
En juin 1930, il est membre de l'Association des écrivains algériens.
Il reçoit la Légion d'honneur au titre d'officier en 1931,,,,,.
En novembre 1931, puis en juin 1932, il est membre du jury du prix littéraire de l'Automobile club de la province d'Alger. Ce prix est destiné à faire connaître l'Algérie et « à y attirer les touristes »,.
Il est recteur de l'académie de Montpellier en 1932,,.
Le 14 avril 1936, il assiste M. Alfred Lacroix à la présidence du 69e Congrès des sociétés savantes.
Il prend sa retraite le 1er octobre 1937.

## Distinctions
- Commandeur de la Légion d'honneur (1937)

## Œuvre
- Auteur de L'Algérie dans la littérature française. Essai de bibliographie méthodique et raisonnée jusqu'à l'année 1924[28] (issu de sa thèse en Sorbonne en 1925). Ouvrage en 2 volumes, paru chez Champion, de plus de 700 pages et 3 177 articles. M. de Lanzac de Laborie le qualifie d'« excellent » et d'« intéressante esquisse » sur le sujet[12]. L'Intransigent le présente comme un « ouvrage d'érudition fort important »[29].

- Il collabore à la Revue de philosophie et participe à une édition de Plaute dirigée par Louis Havet.

- Il écrit des romans sous le pseudonyme de Paul Fraycourt[10]. C'est, déformé, le nom du village de Fraillicourt où il passait ses vacances enfant dans la famille de sa mère.

- Il préface des ouvrages divers, dont celui de son neveu Édouard Eliet[25] (Tragédie malgache) et Introduction à l'œuvre de Marcello Fabri de Charles Richard Grassi[30].

- Il est l'auteur d'articles de philologie, en particulier sur Plaute[31],[32],[33],[34],[35],[36],[37].